# Fuentes de los Oteros

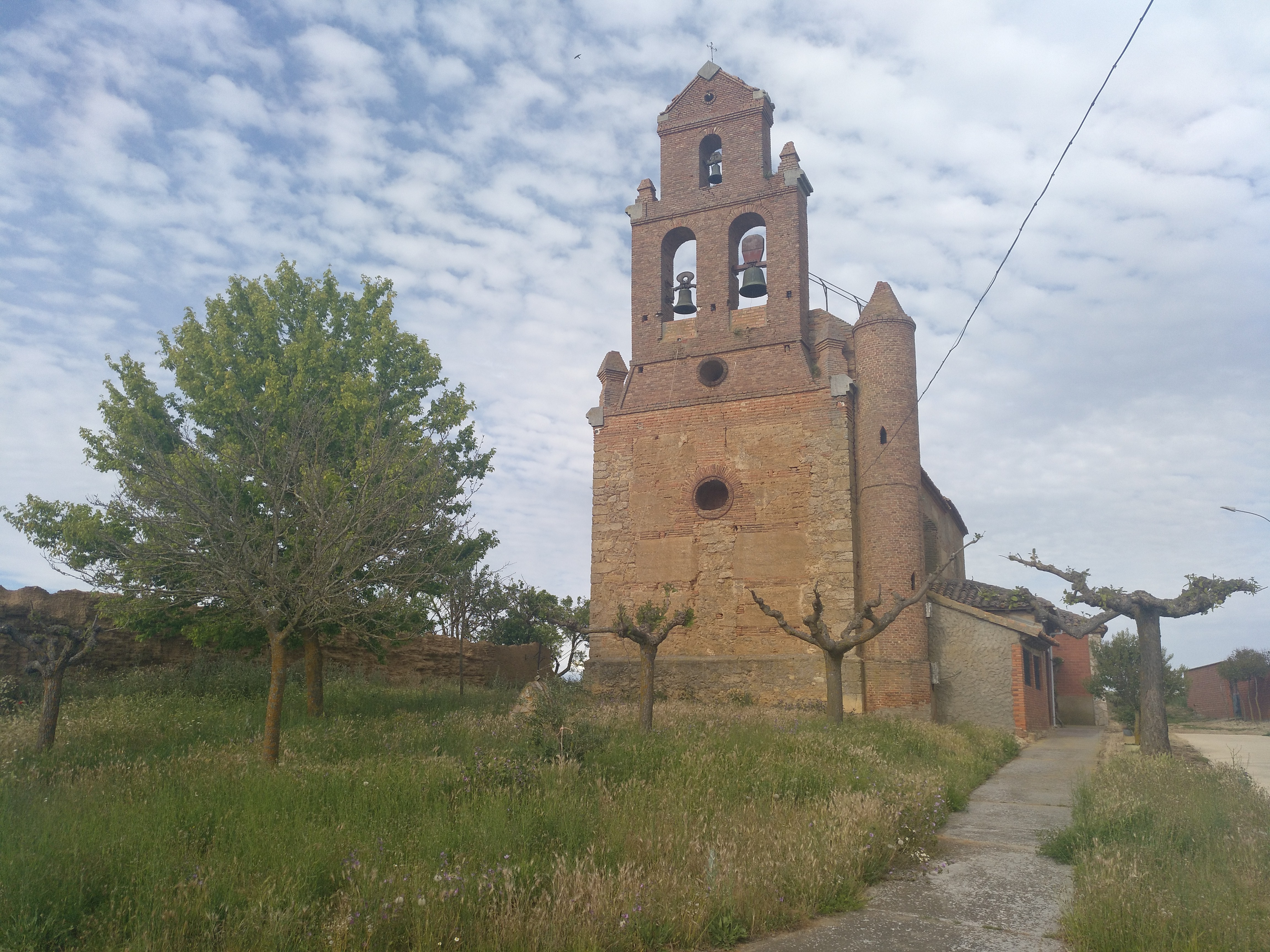
Iglesia de Fuentes de los Oteros

Fuentes de los Oteros es una villa española, perteneciente al municipio de Pajares de los Oteros, en la provincia de León y la comarca de Los Oteros, en la Comunidad Autónoma de Castilla y León.
Situado a la derecha del Río Esla.
Los terrenos de Fuentes de los Oteros limitan con los de Gusendos de los Oteros al norte, Fontanil de los Oteros al noroeste, San Pedro de los Oteros al oeste, Matadeón de los Oteros al suroeste, Valdesaz de los Oteros al sur, Pajares de los Oteros al sureste, Pobladura de los Oteros al este y Velilla de los Oteros al noreste.
- Datos: Q5870388